# Nabor
Nabor  è un nome proprio di persona italiano maschile.

## Varianti
- Maschili: Naborre[1][2][3], Nabore[2][3]

## Origine e diffusione

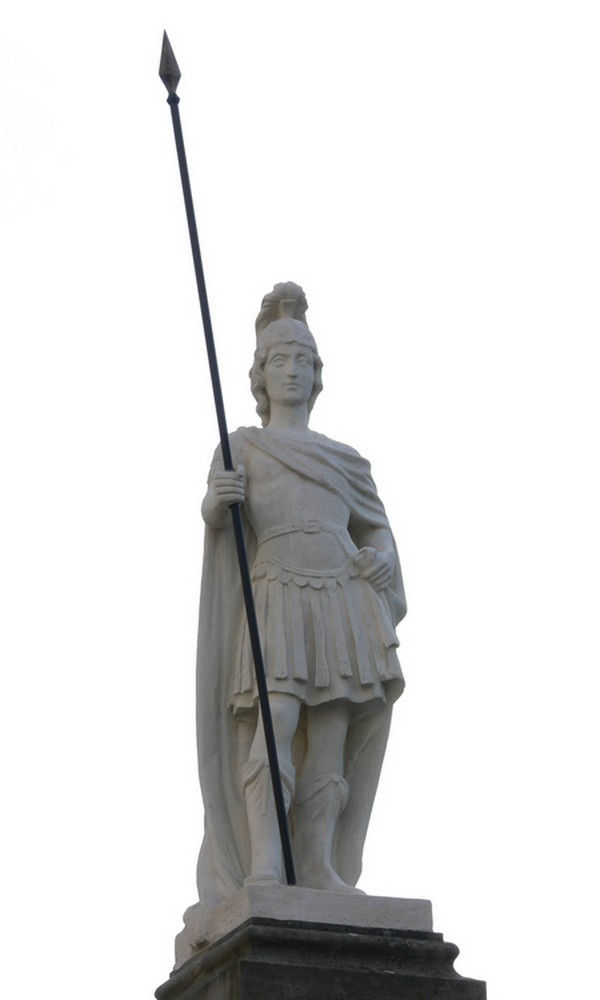
Una statua di san Nabor a Saint-Avold

Nome di scarsa diffusione, attestato principalmente in Nord Italia (con prevalenza in Lombardia e, per la forma "Nabore", Emilia-Romagna), che riflette il culto verso san Nabor o Nabore, un soldato originario della Mauritania; nonostante la sua provenienza il nome, attestato in tardo latino in ambienti cristiani com Nabor, non sembra essere di origini berbere; è più plausibile una connessione all'aramaico Nabor'i, un nome teoforico di origine babilonese con il significato di "Nabu è mio amico", "amico di Nabu" (dove Nabu è un'antica divinità assiro-babilonese della sapienza e della tecnica, a cui fanno riferimento anche i nomi Nabucco e Abdenago).

## Onomastico
L'onomastico si festeggia il 12 luglio in memoria di san Nabore, soldato martire nel 303 a Lodi Vecchio insieme al compagno d'armi san Felice; il suo corpo riposa a Milano nella basilica di Sant'Ambrogio.

## Persone
- Naborre Campanini, archeologo italiano